# Ashlyn Harris
Ashlyn Michelle Harris (Satellite Beach, Florida; 19 de octubre de 1985) es una exfutbolista estadounidense. Jugó como guardameta para la selección de Estados Unidos de 2013 hasta su retiro en 2022. Su último club fue el NJ/NY Gotham FC de la National Women's Soccer League estadounidense.
Harris es campeona de la Copa Mundial de 2015 y de la Copa Mundial de 2019. Además, ha ganado el Mundial Sub-19 de 2002 con la selección sub-19 y tres campeonatos nacionales de la División I de la NCAA con el North Carolina Tar Heels.

## Biografía
Harris creció en Cocoa Beach, Florida con sus padres Tammye y Mike Harris, y su hermano mayor Chris. En su niñez tuvo como modelo a su hermano y con frecuencia se unía a él y su grupo de amigos para hacer skateboarding y surfing. Jugó al fútbol junto a otros niños hasta los 14 años. Sus primeros clubes fueron el Palm Bay Rangers, South Brevard United y el equipo femenino del Seminole Ice. En 2003, ganó el campeonato provincial con el Indialantic Force sub-17.
Harris fue al colegio Satellite High School en Satellite Beach, y se unió a su equipo de fútbol bajo el mando de Fitzgerald Haig. En su segundo y tercer años, ganó el campeonato provincial de 2002 y 2003, respectivamente. Terminado su cuarto y último año, fue nombrada por la revista Soccer America como la recluta número uno del país. A esto le siguió el Premio Gatorade a la Jugadora del Año y otro reconocimiento como Jugadora del Año por la Asociación Americana de Entrenadores de Fútbol (NSCAA), ambos en 2004. Harris terminó el colegio siendo incluida cuatro veces al Youth All-American (Once Ideal) de la NSCAA, una vez al All-American de McDonalds y con la distinción de ser la primera mujer con cuatro nombramientos a los equipos estrellas All-American de la revista Parade. Además fue nombrada Jugadora del Año de Florida en sus dos últimos años en la Satellite High School y logró ser incluida en los equipos estrellas All-Conference, All-District y All-States en cada uno de sus cuatro años de colegio. En sus 65 partidos con el Satellite, mantuvo la valla invicta en 50 encuentros y tuvo un promedio de 0,29 goles cedidos por partido. Harris, se graduó de la secundaria en mayo de 2004 con un 3.8 de GPA.

### North Carolina Tar Heels (2006-09)

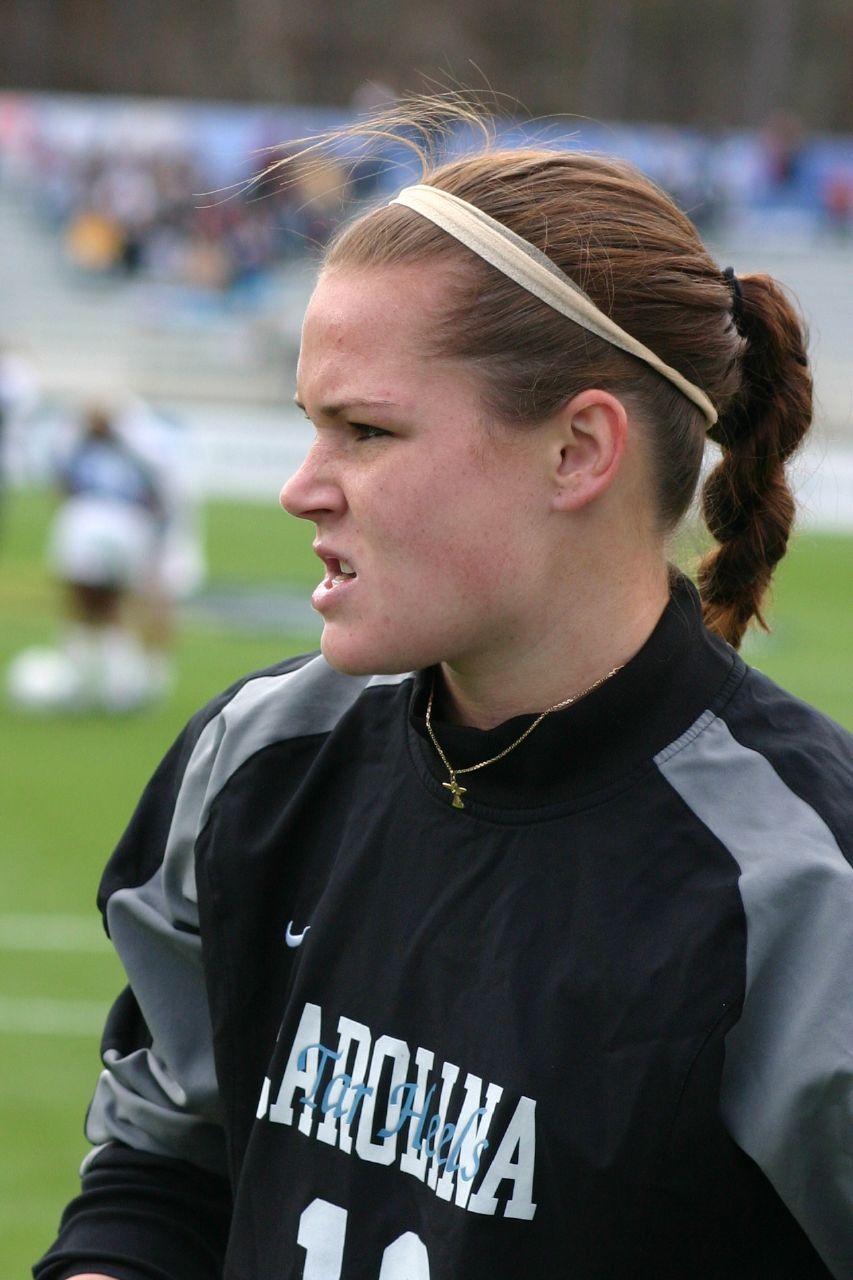
Harris con el Tar Heels durante una final de la NCAA en 2006.

Harris jugó en el North Carolina Tar Heels, el equipo de fútbol de la Universidad de Carolina del Norte en Chapel Hill, bajo la conducción de Anson Dorrance. Comenzó a entrenarse con el Tar Heels en la primavera del 2005 tras participar con la selección juvenil en la Copa Mundial Femenina de Fútbol Sub-19 de 2004 en Tailandia. Durante una práctica, un balón impactó contra la mano derecha de Harris mientras hacía calentamiento, fracturando su dedo pulgar. En la cirugía, le insertaron tres pernos en el dedo, con lo cual debió mantenerse en recuperación hasta comenzado el verano. A esto le siguió otra lesión en la que se desgarró el ligamento cruzado anterior derecho y la obligó a perderse toda la temporada 2005. A pesar de esto, fue incluida en el equipo académico honorífico de la Atlantic Coast Conference (ACC) de 2006.
Al recuperarse de su desgarro, Harris retornó a las prácticas con el Tar Heels en la primavera del 2006. Sin embargo, durante un entrenamiento con la selección sub-21 volvió a desgarrarse el ligamento cruzado anterior, esta vez el izquierdo. Pudo recuperarse a tiempo para el Campeonato de la NCAA de 2006 en noviembre, pero jugó todos los partidos entrando como substituta. Jugó los 6 partidos de la Women's College Cup de 2006, incluida la final contra la Universidad de Notre Dame en la que ganó el Tar Heels por 2 a 1. Harris volvió a ser incluida en el equipo académico honorífico de la ACC en 2007, al terminar su segundo año de universidad.
En la temporada 2007, tuvo un desgarro de la cadera derecha durante un saque de meta, pero la portera no se perdió ninguno de los siguientes partidos y empezó a usar su pie izquierdo, soportando el dolor. Dorrance volvió a emplear la estrategia de usar dos porteras, haciendo que Harris jugara un tiempo y la suplente Anna Rodenbough, otro. Jugó 19 partidos, siendo titular en 9 de ellos, con un total de 1 120 minutos. Le convirtieron 9 goles y atajó 29 disparos, logrando un 76,3% de disparos interceptados. El Tar Heels perdió ante el Notre Dame en la tercera ronda de la Women's College Cup de 2007.
La temporada de 2008 fue la primera en la que Harris no sufrió lesiones durante toda su duración, sin embargo siguió alternando tiempos con la suplente Rodenbough. Jugó 27 partidos, 13 de ellos empezando de titular, y acumuló 1 233 minutos de juego. Se enfrentó a un total de 38 disparos al arco, 28 de ellos atajados y 9 convertidos en gol, lo cual representó un 75,7% de tiros interceptados. Harris jugó los 6 partidos de la Women's College Cup de 2008, incluida la final en la que el Tar Heels venció al Notre Dame por 2 a 1.

## Trayectoria

### Pali Blues (2009)
El 16 de abril de 2009, Harris se unió al Pali Blues de la W-League, jugando 5 partidos en la temporada 2009, antes de cursar su último año en la Universidad de Carolina del Norte. El equipo terminó invicto la temporada regular, clasificando a las eliminatorias y ganando el campeonato con una victoria 2 a 1 al Washington Freedom.

### Jugando en la WPS (2010-2011)

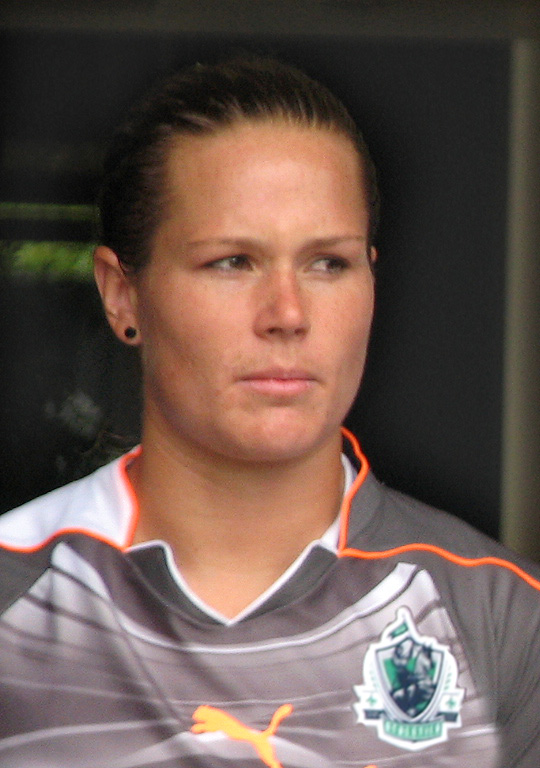
Harris con el Saint Louis Athletica en 2010.

El 15 de enero de 2010, Harris fue seleccionada por el Saint Louis Athletica en el turno 19.° del draft de la Women's Professional Soccer (WPS). Durante su permanencia en el Athletica, entrenaba junto a Hope Solo, portera de la selección estadounidense y tenía como entrenador de porteros a Paul Roger, quien también trabajaba con la selección. Harris dijo sobre esta temporada con el Athletica que "probablemente me encontraba en la mejor situación posible para una portera novata". El 27 de mayo de 2010, seis semanas después de comenzada la segunda edición de la WPS, el Saint Louis Athletica dejó de existir debido a problemas financieros. El club alcanzó a jugar seis partidos pero Harris no apareció en ninguno de ellos y, junto a muchas otras jugadoras del plantel, quedó como agente libre.
Luego del cierre del Athletica, el 2 de junio de 2010 Harris fichó para el Washington Freedom como portera suplente ya que el equipo tenía a Erin McLeod como guardameta titular. Días después McLeod sufrió un desgarro del ligamento cruzado anterior en un partido contra el FC Gold Pride; Harris quedó como portera titular y debutó en el equipo el 28 de julio de 2010 ante el Atlanta Beat. Jugó los siete partidos restantes de la temporada regular y ayudó al Freedom a clasificarse a las eliminatorias. En la primera ronda contra el Philadelphia Independence, Harris tuvo tres atajadas cruciales que mantuvieron el 0-0 a lo largo del tiempo reglamentario. Ya en tiempo de descuento, Amy Rodriguez anotó para el Philadelphia en el minuto 120, lo cual dejó al Freedom fuera de las eliminatorias.
En diciembre de 2010, el Western New York Flash, quien había sido parte de la W-League, se unió a la WPS para la temporada 2011, anunciando días después el fichaje de Harris. La portera jugó en el partido inaugural del equipo contra el Boston Breakers, acumuló 18 apariciones en la temporada regular con 18 goles permitidos y ayudó al Flash a posicionarse en primer lugar al terminar la fase regular. Harris fue titular en el partido de eliminatorias contra el Philadelphia Independence, el cual se decidió por penales luego de finalizar 1-1. Ambos equipos convirtieron sus primeros 4 penales, pero en el quinto, Harris atajó el disparo de la española Laura del Río y llevó al Flash a coronarse campeón de la temporada. Su exitosa temporada en el 2011 le valió ser nombrada Portera del Año.

### FCR 2001 Duisburg (2012)
El 30 de enero de 2012, se anunció la suspensión de la temporada 2012 de la WPS debido a problemas económicos y legales, con la intención de reanudar la liga al año siguiente, hecho que nunca ocurrió ya que la WPS dejó de existir en mayo de este año. Tras esto, Harris decidió jugar en el exterior y fichó para el FCR 2001 Duisburg de la Bundesliga Femenina, máxima categoría del fútbol femenino en Alemania. Debutó con el equipo el 3 de octubre de 2012 frente al VfL Sindelfingen y jugó en total 8 partidos, acumulando 630 minutos de juego.

### Washington Spirit (2013-15)
A comienzos del 2013, se concretó el pase de Harris al Washington Spirit con miras a la inauguración de una nueva liga de primera división en Estados Unidos, la National Women's Soccer League (NWSL). Fue titular en el primer partido del Spirit el 14 de abril contra el Boston Breakers. En 18 encuentros jugados en 2013, Harris tuvo 84 atajadas lo cual representó un 72% de disparos interceptados. El Spirit terminó en último lugar en la liga y no avanzó a la fase de eliminatorias.

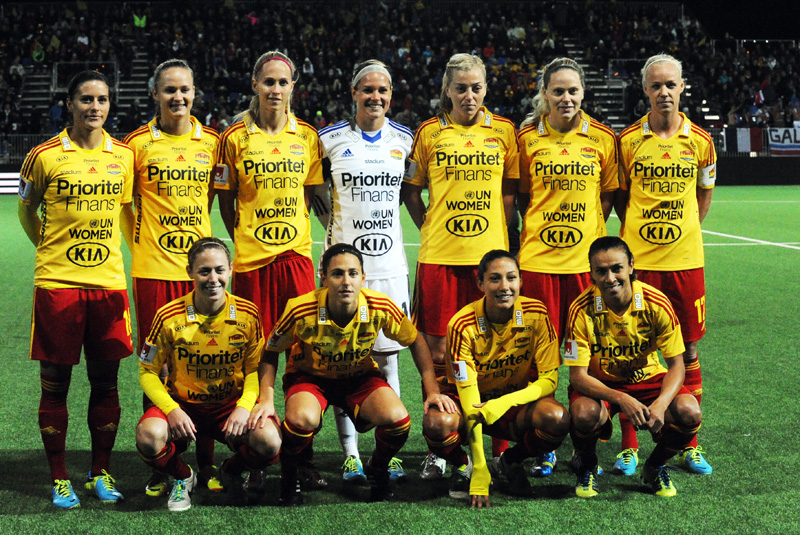
Harris (de blanco) con el Tyresö FF en 2013.

En julio de 2013, durante la temporada inaugural de la NWSL, se anunció que Harris se uniría al equipo sueco Tyresö FF en calidad de préstamo al finalizar la fase regular de la NWSL a finales de agosto. Junto a ella iban su compañera en el Spirit Ali Krieger y expcompañera de la UNC Whitney Engen, todas con contrato a corto plazo. En el Tyresö se unieron a las jugadoras de la selección estadounidense Christen Press y Meghan Klingenberg, quienes ya estaban jugando para el club con contratos más extensos. El 21 de agosto de 2013, cuatro días después de finalizada la fase regular de la NWSL, Harris jugó su primer partido para el conjunto sueco. Disputó siete partidos en la Damallsvenskan y otros cuatro en la Liga de Campeones Femenina de la UEFA. En diciembre, días después de clasificarse a cuartos de final de la Liga de Campeones, tomó la decisión de no continuar en el Tyresö y volver al Spirit con la intención de prepararse para la siguiente temporada de la NWSL.
De vuelta en el Spirit para la temporada 2014, Harris logra con su equipo clasificarse a las eliminatorias al finalizar en cuarto lugar en la fase regular. Tras perderse dos partidos debido a una lesión, se recupera a tiempo para disputar las semifinales contra el Seattle Reign, sin embargo los goles de Kim Little y Megan Rapinoe sentenciarian el 2 a 1 que dejaría afuera del torneo al Spirit. Harris fue titular en 19 de los 25 partidos disputados por el club, concediendo 31 goles en 1 710 minutos de juego.
En 2015, Harris se encontraba en Canadá disputando la Copa del Mundo con la selección de Estados Unidos, con lo cual se perdió casi la mitad de la temporada de la NWSL. Volvió al Spirit a finales de julio para enfrentar al Chicago Red Stars, encuentro que terminó en un empate 1 a 1. Jugó nueve partidos en la fase regular en los cuales le anotaron 12 goles, consiguiendo un 78% the disparos atajados.
El Spirit terminó la fase regular en cuarto lugar y se clasificó a las eliminatorias. En las semifinales se enfrentó al Seattle Reign el cual logró vencer el arco de Harris en tres oportunidades, eliminando al Washington Spirit con una victoria 3 a 0.

### Orlando Pride (2016-2021)

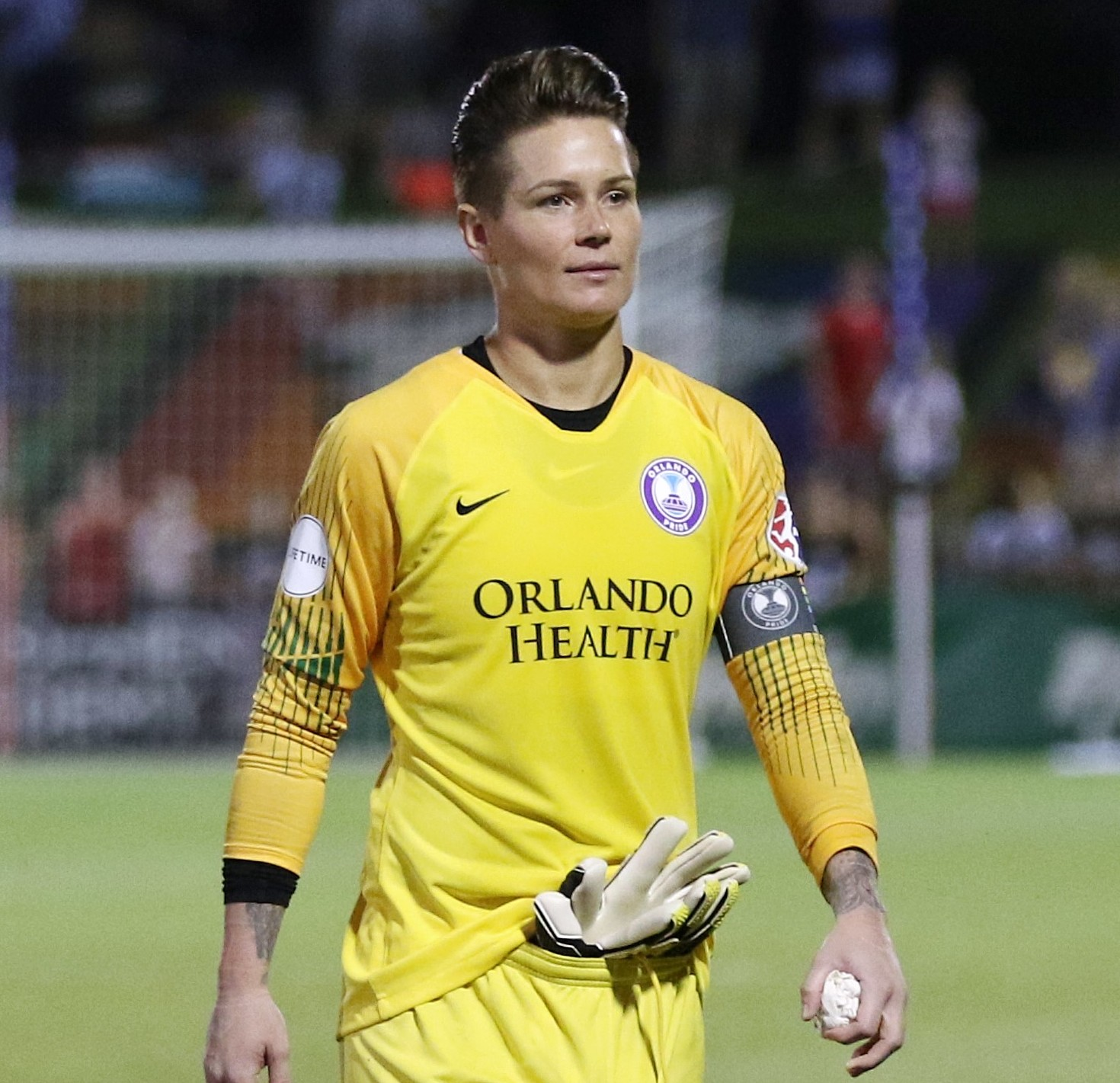
Harris con el Orlando Pride en 2018.

El 20 de octubre de 2015, el Orlando Pride ingresó oficialmente a la NWSL convirtiéndose en el décimo equipo de la liga. A raíz de esto, la NWSL celebró un draft especial con intención de reclutar nuevas jugadoras para el Pride, y entre éstas se encontraba Harris, quien había sido liberada por el Washington Spirit días antes. El 2 de noviembre, el Pride escogió a Harris en el segundo turno de este draft.
Harris debutó en el Pride en la temporada 2016 de la NWSL, el 17 de abril, con una derrota contra el Portland Thorns por 2 a 1. Al término del campeonato, fue nombrada Portera del Año de la NWSL, con 62 atajadas y un promedio de 1,33 goles por partido en 15 encuentros. También fue incluida en el Mejor Once de la NWSL.
En 2017, Harris sólo jugó 14 partidos debido a una lesión en la pierna que la dejó sin poder jugar durante 8 semanas. El Pride terminó el torneo regular en tercera posición y se clasificó a las eliminatorias. En las semifinales perdió 4 a 1 contra el Portland Thorns.
En la temporada 2018, disputó 21 encuentros, con 70 disparos atajados y la valla invicta en cuatro ocasiones. El Orlando Pride no pudo repetir su exitosa campaña anterior y terminó en séptimo lugar.
En 2019, comenzó la temporada positivamente, con una Atajada de la Semana a su nombre en el primer partido del Pride.

### NJ/NY Gotham FC (2022)
El 6 de diciembre de 2021, se anunció que el Pride había cambiado a Harris, junto con su compañera de equipo y esposa Ali Krieger, al NJ/NY Gotham FC.
Harris anunció su retiro del fútbol el 14 de noviembre de 2022.

## Estadísticas

### Clubes
| Club                   | País           | Año         |
| ---------------------- | -------------- | ----------- |
| Pali Blues             | Estados Unidos | 2009        |
| Saint Louis Athletica  | Estados Unidos | 2010        |
| Washington Freedom     | Estados Unidos | 2010        |
| Western New York Flash | Estados Unidos | 2011 - 2012 |
| FCR 2001 Duisburg      | Alemania       | 2012 - 2013 |
| Washington Spirit      | Estados Unidos | 2013 - 2015 |
| Tyresö FF (cedida)     | Suecia         | 2013        |
| Orlando Pride          | Estados Unidos | 2016 - 2021 |
| NJ/NY Gotham FC        | Estados Unidos | 2022        |

## Palmarés

### Títulos nacionales
| Título                      | Club                     | País           | Año  |
| --------------------------- | ------------------------ | -------------- | ---- |
| Women's College Cup         | North Carolina Tar Heels | Estados Unidos | 2006 |
| Women's College Cup         | North Carolina Tar Heels | Estados Unidos | 2008 |
| Women's College Cup         | North Carolina Tar Heels | Estados Unidos | 2009 |
| Women's Professional Soccer | Western New York Flash   | Estados Unidos | 2011 |

### Títulos internacionales
| Título                                 | Equipo         | Sede           | Año  |
| -------------------------------------- | -------------- | -------------- | ---- |
| Copa Mundial Femenina de Fútbol Sub-20 | Estados Unidos | Canadá         | 2002 |
| Copa de Algarve                        | Estados Unidos | Portugal       | 2011 |
| Copa de Algarve                        | Estados Unidos | Portugal       | 2013 |
| Premundial Femenino Concacaf           | Estados Unidos | Estados Unidos | 2014 |
| Copa de Algarve                        | Estados Unidos | Portugal       | 2015 |
| Copa Mundial Femenina de Fútbol        | Estados Unidos | Canadá         | 2015 |
| Preolímpico femenino de Concacaf       | Estados Unidos | Estados Unidos | 2016 |
| Copa SheBelieves                       | Estados Unidos | Estados Unidos | 2016 |
| Copa SheBelieves                       | Estados Unidos | Estados Unidos | 2018 |
| Premundial Femenino Concacaf           | Estados Unidos | Estados Unidos | 2018 |
| Torneo de Naciones                     | Estados Unidos | Estados Unidos | 2018 |
| Copa Mundial Femenina de Fútbol        | Estados Unidos | Francia        | 2019 |
| Preolímpico femenino de Concacaf       | Estados Unidos | Estados Unidos | 2020 |
| Copa SheBelieves                       | Estados Unidos | Estados Unidos | 2020 |

### Distinciones individuales
| Distinción                            | Año  |
| ------------------------------------- | ---- |
| All-American de la NSCAA              | 2001 |
| All-American de la Revista Parade     | 2001 |
| All-American de la NSCAA              | 2002 |
| All-American de la Revista Parade     | 2002 |
| All-American de la NSCAA              | 2003 |
| All-American de la Revista Parade     | 2003 |
| All-American de la NSCAA              | 2004 |
| All-American de la Revista Parade     | 2004 |
| Jugadora del Año de la Revista Parade | 2004 |
| Jugadora del Año de la NSCAA          | 2004 |
| Jugadora del Año (Gatorade)           | 2004 |
| Portera del Año de la Coast Guard     | 2011 |
| Portera del Año de la NWSL            | 2016 |
| Mejor Once de la NWSL                 | 2016 |

## Vida personal
En diciembre de 2019 se casó con Ali Krieger, exfutbolista internacional con la selección femenina de fútbol de los Estados Unidos. El 14 de febrero de 2021, la pareja anunció la adopción de su hija, Sloane Phillips, nacida dos días antes. En agosto de 2022 se hizo público que habían adoptado a un niño, Ocean Maeve Krieger-Harris. La pareja se divorció en septiembre de 2023.
En abril de 2024, Harris confirmó su relación con la actriz y activista Sophia Bush, antes de que ésta se declarara queer en un artículo que escribió para Glamour.